# David Aardsma
David Allan Aardsma (27 de diciembre de 1981) es un exbeisbolista profesional estadounidense que se desempeñaba como lanzador. Actualmente es coordinador de desarrollo de jugadores de los Toronto Blue Jays de las Grandes Ligas. Jugó con los San Francisco Giants, Chicago Cubs, Chicago White Sox, Boston Red Sox, Seattle Mariners, New York Yankees, New York Mets y Atlanta Braves.

## Carrera profesional

### San Francisco Giants
Aardsma fue seleccionado en la primera ronda (22 global) del draft de 2003 por los Gigantes de San Francisco. Fue al equipo de Clase A San Jose Giants donde registró una efectividad de 1.96 y ponchó a 28 en 18 entradas. Fue parte de la plantilla de Grandes Ligas en 2004, saltándose las Clases Doble-A y Triple-A, e hizo su debut en el segundo partido de la temporada. En su debut en Grandes Ligas, frente a sus amigos y familiares en el Minute Maid Park, lanzó dos entradas permitiendo tres hits y regaló un boleto, para obtener su primera victoria. En sus primeros seis partidos tuvo una efectividad de 1.80; lamentablemente su éxito no duró pues su efectividad se disparó a 6.75 después de 11 apariciones. Después de permitir dos carreras en una entrada el 20 de abril, fue enviado a los Fresno Grizzlies, el equipo de Triple-A de los Gigantes, al día siguiente. Fue llamado seis veces más a lo largo de la temporada.
La carrera de Aardsma a través del béisbol profesional ha sido algo única, ya que después de hacer el salto de Clase A a los Gigantes, fue degradado a Triple-A y, posteriormente, comenzó la temporada 2005 en Doble-A con el Norwich Navigators.

### Chicago Cubs
Junto con el lanzador Jerome Williams, Aardsma fue cambiado a los Cachorros de Chicago por el lanzador veterano LaTroy Hawkins el 28 de mayo de 2005. Pasó la temporada en las ligas menores antes de regresar a las Grandes Ligas con los Cachorros en 2006, registrando un récord de 3-0 y 4.08 de efectividad en 45 apariciones como relevista, terminando nueve partidos. Aardsma fue especialmente eficaz contra los bateadores zurdos, sosteniendo a un promedio de .190 (12-for-63) de bateo en contra.

### Chicago White Sox
Después de una sólida temporada de 2006 con los Cachorros, Aardsma, junto con el jugador de ligas menores Carlos Vásquez, fue enviado a los Medias Blancas de Chicago a cambio del relevista Neal Cotts. Aardsma comenzó la temporada 2007 fuerte. En abril, tuvo efectividad de 1.72 con 23 ponches en apenas 15.2 entradas lanzadas; ponchó a por lo menos un bateador en cada uno de sus primeros 13 partidos de la temporada. El 4 de abril igualó una marca personal con cinco ponches contra los Indios de Cleveland. El 11 de abril obtuvo su primer triunfo en la Liga Americana ante los Atléticos de Oakland. Sin embargo, Aardsma tuvo problemas en mayo, registrando 9.00 de efectividad, para elevar a 4.73 su efectividad en la temporada.
Después del 2 de junio, Aardsma fue enviado a los Charlotte Knights de Triple-A. Fue llamado nuevamente el 19 de junio, pero siguió luchando en sus últimas apariciones con el equipo.

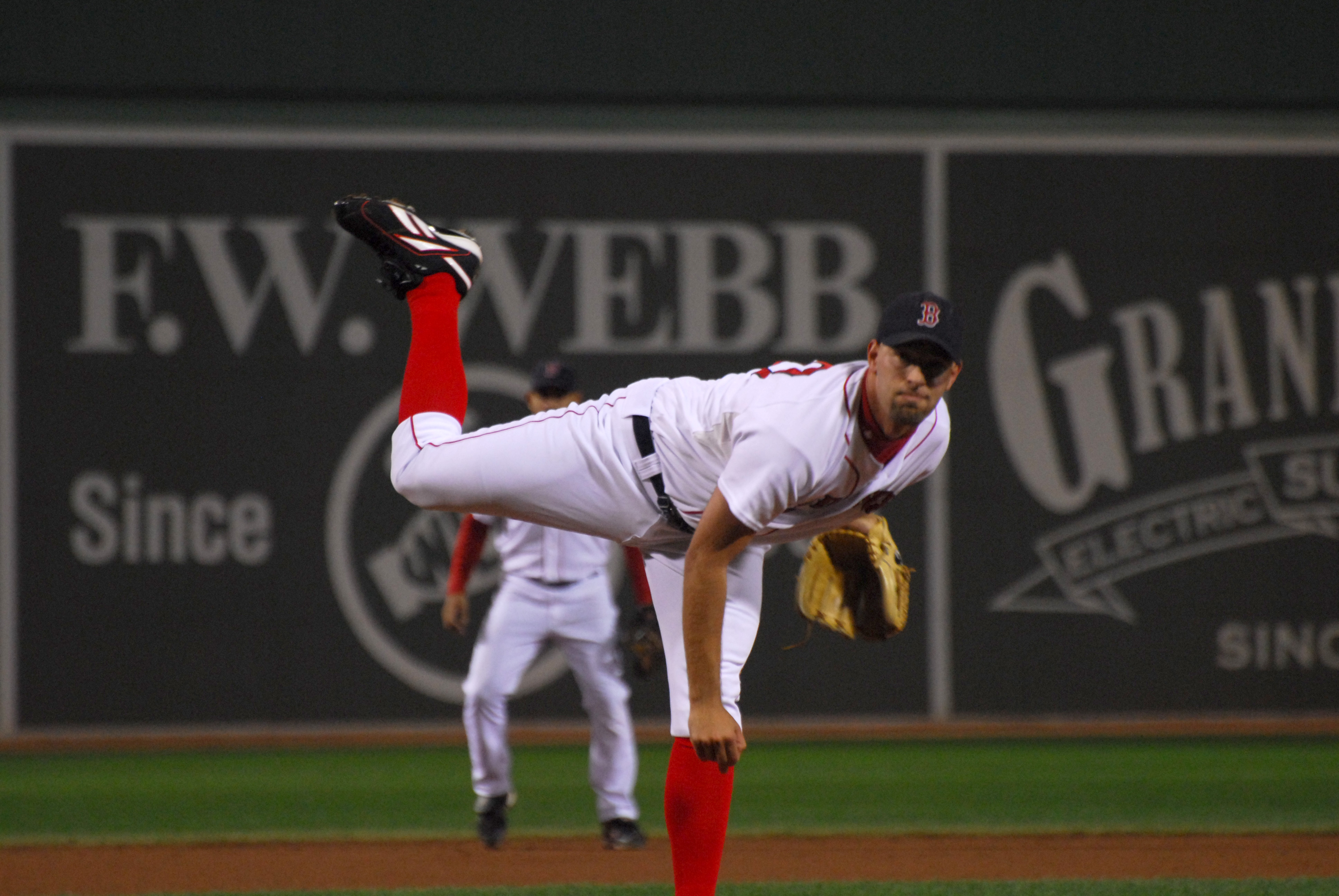
Aardsma lanzando para los Boston Red Sox en 2008

### Boston Red Sox
El 28 de enero de 2008, los Medias Rojas de Boston adquirieron a Aardsma de los Medias Blancas por los lanzadores prospectos Willy Mota y Miguel Socolovich.
Lanzó en 47 partidos para el equipo ese año, con marca de 4-2 y una efectividad de 5.55. También pasó dos juegos en las menores, registrando una efectividad de 0.00 para los Pawtucket Red Sox de Triple-A .

### Seattle Mariners

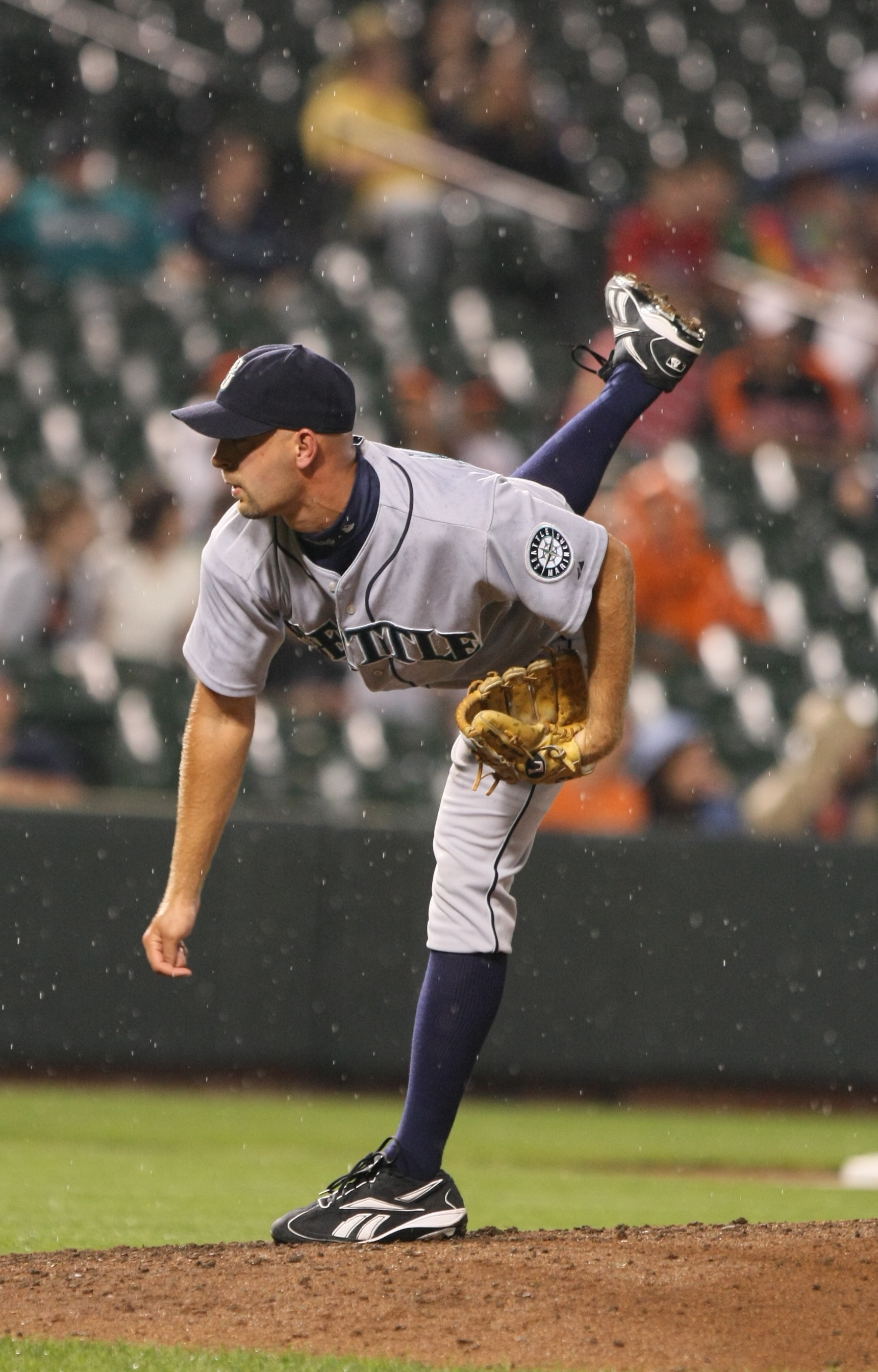
Aardsma con los Seattle Mariners en 2009

Menos de un año después de unirse a los Medias Rojas, Aardsma fue cambiado a los Marineros de Seattle el 20 de enero de 2009 por el lanzador de ligas menores Fabian Williamson. El 10 de abril registró el primer salvamento de su carrera, lanzando 2 entradas de relevo contra los Atléticos de Oakland.
Los Marineros le dieron la oportunidad de cerrar un juego detrás de Brandon Morrow. Después, se convirtió en el cerrador oficial del equipo.
Aardsma fue una selección proyectada para el Juego de Estrellas, pero no pudo formar parte de la plantilla. Siguió una temporada sobresaliente en 2009 con una excelente 2010. Salvó 31 juegos de 35 oportunidades, y desde el 13 de junio hasta el 19 de septiembre registró 1.80 de efectividad con 19 juegos salvados en 20 oportunidades.
Después de someterse a una cirugía Tommy John en julio de 2011, los Marineros no le ofrecieron arbitraje y se convirtió en agente libre después de la temporada.

### New York Yankees
El 22 de febrero de 2012 Aardsma firmó un contrato con los Yankees de Nueva York por un año y $500,000 con una opción del club para el 2013. El gerente general fue citado diciendo, "El traspaso podría ayudarnos en 2012, pero tiene mucho más ojos hacia 2013." Aardsma fue activado de la lista de lesionados el 25 de septiembre de 2012 después de que Steve Pearce y Justin Thomas se designaron para asignación. Lanzó en sólo un partido de los Yankees, el 27 de septiembre, y permitió una carrera en una entrada.
El 29 de octubre, los Yankees ejercieron la opción de $ 500.000 de Aardsma para 2013. Sin embargo, lo designaron para asignación antes del inicio de la temporada 2013. Cuando ningún otro equipo lo reclamado de waivers, fue puesto en libertad.

### Miami Marlins / New York Mets
Deseando la mejor oportunidad para jugar, Aardsma firmó con los Marlins de Miami, y fue asignado a su equipo de Clase AAA. Optó por salirse de su contrato el 15 de mayo de 2013 después de lanzar en diez partidos con los New Orleans Zephyrs.

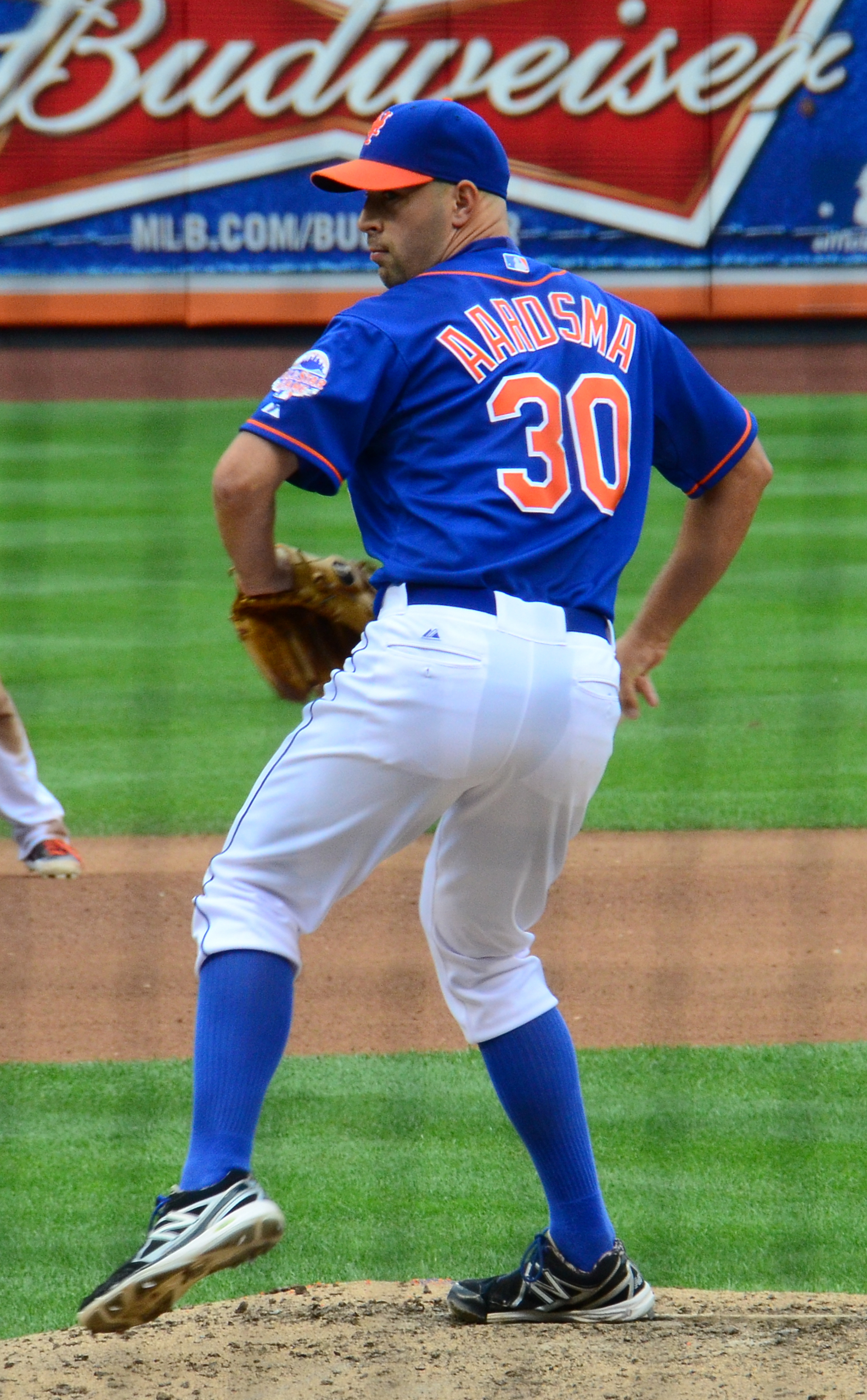
Aardsma lanzando para los New York Mets en 2013

El 20 de mayo de 2013 firmó un contrato de ligas menores con los Mets de Nueva York. Después de lanzar en ocho juegos para los Las Vegas 51s de Triple-A, fue ascendido a los Mets el 8 de junio de 2013. Apareció en 43 partidos con los Mets dejando efectividad de 4.31 y un récord de 2-2.

### Cleveland Indians / St. Louis Cardinals
Aardsma firmó un contrato de ligas menores con los Indios de Cleveland el 23 de enero de 2014. Fue liberado el 21 de marzo de 2014 después de no hacer el equipo en el entrenamiento de primavera.
Firmó con prontitud otro contrato de ligas menores, esta vez con los Cardenales de San Luis el 26 de marzo de 2014. Jugó en 35 partidos en el sistema de granja de los Cardenales, en su mayoría con los Memphis Redbirds de Triple-A y se fue de 4-1 con 1.46 de efectividad y 11 salvamentos.

### Los Angeles Dodgers
Aardsma firmó un contrato de ligas menores con los Dodgers de Los Ángeles el 15 de febrero de 2015 y fue invitado a los entrenamientos de primavera, siendo asignado a los Oklahoma City Dodgers. En 20 juegos en AAA tuvo una efectividad de 2.41 y 18 salvamentos. Optó por finalizar su contrato el 4 de junio y se convirtió en agente libre.

### Atlanta Braves
El 6 de junio de 2015 Aardsma firmó un contrato de ligas menores con los Bravos de Atlanta. El 9 de junio fue llamado a Grandes Ligas. Registró marca de 1-1 con 4.70 de efectividad en 33 juegos antes de ser puesto en asignación el 24 de agosto de 2015.

### Toronto Blue Jays
El 5 de febrero de 2016, Aardsma fue firmado por los Azulejos de Toronto a un contrato de ligas menores con invitación a los entrenamientos primaverales. El 25 de marzo de 2015, fue asignado a las ligas menores junto a los lanzadores Chad Jenkins y Chad Girodo. El 23 de mayo, optó por finalizar su contrato.

## Vida personal
Tiene ascendencia neerlandesa, y todos sus tatarabuelos son inmigrantes de los Países Bajos. Debido a esto, estaba en condiciones para jugar para los Países Bajos en el Clásico Mundial de Béisbol, pero fue declarado inelegible y no jugó. De todos los jugadores de béisbol en la historia, el apellido 'Aardsma' ocupa el primer lugar alfabéticamente; su debut en las Grandes Ligas desplazó al miembro del Salón de la Fama, Hank Aaron. La hermana de Aardsma es la actriz y concursante de belleza estadounidense Amanda Aardsma.